# Río Aure
El río Aure es un río del departamento francés de Calvados. Tiene una longitud de 82 kilómetros. Desemboca en el río Vire en Isigny-sur-Mer. Pasa por Bayeux.
- Datos: Q774760
- Multimedia: Aure River / Q774760